# フランスの首相
フランスの首相（フランスのしゅしょう）では、フランスにおける首相について記述する。
現代語訳の首相に当たる行政府の長のフランス語名称は以下の通り。
フランス王国
- 1598年 - 1791年：首席国務卿（principal ministre d'État）
- 1624年 - 1791年：首席大臣（ministre en chef）

フランス共和国・フランス帝国
- 1792年 - 1815年：第一共和政・第一帝政 - 設置されず

フランス王国・フランス共和国
- 1815年 - 1849年：復古王政・7月王政・第二共和政 - 閣僚評議会議長（président du Conseil）[注釈 1]

フランス帝国
- 1849年 - 1869年：第二帝政 - 設置されず
- 1870年：第二帝政 - 内閣主席（chef du Cabinet）

フランス共和国
- 1870年 - 1871年：国防政府（フランス語版） - 国防政府議長（président du gouvernement de la défense nationale）
- 1871年 - 1876年：第三共和政 - 閣僚評議会副議長（vice-président du Conseil des ministres）
- 1876年 - 1940年：第三共和政 - 閣僚評議会議長（président du Conseil des ministres）
- 1940年 - 1942年：ヴィシー政権 - 閣僚評議会副議長（vice-président du Conseil des ministres）
- 1942年 - 1944年：ヴィシー政権 - 政府主席（chef du gouvernement）
- 1944年 - 1947年：臨時政府 - 臨時政府議長（président du gouvernement provisoire）
- 1947年 - 1959年：第四共和政 - 閣僚評議会議長（président du Conseil des ministres）
- 1959年 - ：第五共和政 - 首相（premier ministre）

## 第五共和政の首相
現代（第五共和政）のフランス首相は、共和国大統領の行政権の下に置かれた政府の首長である。国民の直接投票によって選出される大統領が首相の任命権を持っており、その人選は大統領に裁量権がある。一方で憲法上、首相を首長とするフランス政府は議会に対しても責任を負っており、議会下院にあたる国民議会が不信任決議を可決した場合、首相は政府の辞表を大統領に対して提出しなければならない（日本で言う内閣総辞職の表明にあたる）。ゆえに安定的な政権運営を図るために大統領は議会の信任を得られる首相を任命する必要があり、実際上は国民議会の多数派を占める政党から首相を選出することとなる。このように政府の存立に必要な信任を、議会と大統領という2つの公選機関に求めるという二元性（二元型議院内閣制）を有しているのがフランス政府の特徴である。なお慣例上、首相は任命されたのち、憲法に基づく信任決議を国民議会に諮って議会からの信任を明確化することが多いが、憲法上は政府の成立に必須とされるものではなく、首相は大統領に任命された時点で首相としての地位を得ることができる。
また通常は大統領の所属政党と国民議会の多数派政党が同一であることが多いため、実際には大統領の意向に沿った首相が任命されることが多いが、国民議会の多数派政党が大統領の所属政党と異なる事態が生じると、大統領は国民議会の多数派たる対立政党から首相を任命することを余儀なくされる。こうして成立した政権をコアビタシオン（保革共存政権）と言い、このとき大統領は主に外交・軍事を担い、首相は主に内政を担うとされている。
なお政府の構成員たる大臣は、首相の提案に基づいて大統領が任命する。また、国民議会が政府の不信任決議を可決するか、信任決議を否決した場合、首相は大統領に政府の辞表を提出しなければならない。このとき大統領はその辞表を受理するか、または自身の権限に基づいて国民議会を解散するか、どちらかの選択肢を取ることになる。

## 歴代フランス首席大臣（宰相）

### フランス王国
- 1598年 - 1611年：シュリー公マクシミリアン・ド・ベテュヌ（フランス語版）
- 1611年 - 1616年：ニコラ4世・ド・ヌフヴィル・ド・ヴィルロワ（フランス語版）
- 1616年 - 1617年：コンチーノ・コンチーニ
- 1617年 - 1621年：リュイヌ公シャルル・ダルベール（フランス語版）
- 1621年 - 1624年：空位
- 1624年 - 1642年：アルマン・ジャン・デュ・プレッシ・ド・リシュリュー
- 1642年 - 1661年：ジュール・マザラン
- 1661年 - 1715年：空位
  - 1661年 - 1683年：ジャン＝バティスト・コルベール（事実上）
  - 1683年 - 1691年：フランソワ＝ミシェル・ル・テリエ（事実上）
- 1715年 - 1723年：ギヨーム・デュボワ
- 1723年 - 1726年：ルイ・アンリ・ド・ブルボン＝コンデ
- 1726年 - 1743年：アンドレ＝エルキュール・ド・フルーリー
- 1743年 - 1758年：空位
- 1758年 - 1770年：エティエンヌ・フランソワ・ド・ショワズール
- 1770年 - 1774年：ルネ＝ニコラ＝シャルル＝オーギュスタン・ド・モプー（フランス語版）
- 1774年 - 1776年：ジャック・テュルゴー
- 1776年 - 1781年：ジャン＝フレデリック・フェリポー・ド・モールパ
- 1781年 - 1787年：シャルル・グラヴィエ・ド・ヴェルジャンヌ（フランス語版）
- 1787年 - 1788年：エティエンヌ＝シャルル・ド・ロメニー・ド・ブリエンヌ
- 1788年 - 1789年：ジャック・ネッケル
- 1789年：ルイ・オーギュスト・ル・トノリエ・ド・ブルトゥイユ
- 1789年 - 1790年：ジャック・ネッケル
- 1790年 - 1791年：アルマン・マルク・ド・モンモラン・サンテレム（フランス語版）
- 1791年 - 1792年：空位

### フランス第一共和政
- (1792年–1804年)：設置されず

### フランス第一帝政
- (1804年–1815年)：設置されず

## 歴代フランス首相・閣僚評議会議長

### フランス復古王政
1. 1815年：シャルル・モーリス・ド・タレーラン＝ペリゴール
2. 1815年 - 1818年：アルマン・エマニュエル・ド・ヴィニュロー・デュ・プレシ
3. 1818年 - 1819年：ジャン＝ジョセフ・ポール・オーギュスタン・デソル（フランス語版）
4. 1819年 - 1820年：エリー・デュカス
5. 1820年 - 1821年：アルマン・エマニュエル・ド・ヴィニュロー・デュ・プレシ
6. 1821年 - 1828年：ジョセフ・ド・ヴィレール
7. 1828年 - 1829年：ジャン＝バティスト・シルヴェール・ガイエ・ド・マルティニャック - 正式に閣僚評議会議長に就任しなかったものの内相のまま政務を代行した事実上の第7代政府主席
8. 1829年 - 1830年：ジュール・オーギュスト・アルマン・マリー・ド・ポリニャック
9. 1830年：カシミール・ルイ・ヴィシュルニュ・ド・ロシュシューアール（フランス語版）
  - 1830年：不在期間（1830年7月29日 - 1830年7月31日）

### 七月王政
| 代 (通歴) | 首相の氏名                                                                        | 肖像                                          | 所属政党                                      | 内閣                          | 在任期間                                      | 国王                                                       | 議会                          |
| --------- | --------------------------------------------------------------------------------- | --------------------------------------------- | --------------------------------------------- | ----------------------------- | --------------------------------------------- | ---------------------------------------------------------- | ----------------------------- |
| - (10)    | 不在期間（中将ルイ＝フィリップによる独裁）                                        | 不在期間（中将ルイ＝フィリップによる独裁）    | 不在期間（中将ルイ＝フィリップによる独裁）    |                               | 1830年7月31日 - 1830年8月2日                  | 空位                                                       | 1830                          |
| - (10)    | 不在期間（摂政ルイ＝フィリップ公による親政）                                      | 不在期間（摂政ルイ＝フィリップ公による親政）  | 不在期間（摂政ルイ＝フィリップ公による親政）  |                               | 1830年8月2日 - 1830年8月9日                   | 空位                                                       | 1830                          |
| - (10)    | 不在期間（国王ルイ＝フィリップ1世による親政）                                     | 不在期間（国王ルイ＝フィリップ1世による親政） | 不在期間（国王ルイ＝フィリップ1世による親政） |                               | 1830年8月9日 - 1830年11月2日                  | ルイ＝フィリップ1世 Louis-Philippe Ier （1830年 - 1848年） | 1830                          |
| 10 (11)   | ジャック・ラフィット Jacques Laffitte                                             |                                               | オルレアニスト Orléaniste                     |                               | 1830年11月2日 - 1831年3月13日                 | ルイ＝フィリップ1世 Louis-Philippe Ier （1830年 - 1848年） | 1830                          |
| 11 (12)   | カジミール・ピエール・ペリエ Casimir Pierre Périer                                |                                               | オルレアニスト Orléaniste                     |                               | 1831年3月13日 - 1832年5月16日 (在職中に病死)  | ルイ＝フィリップ1世 Louis-Philippe Ier （1830年 - 1848年） | 1830                          |
| 11 (12)   | カジミール・ピエール・ペリエ Casimir Pierre Périer                                | 1831                                          | オルレアニスト Orléaniste                     |                               | 1831年3月13日 - 1832年5月16日 (在職中に病死)  | ルイ＝フィリップ1世 Louis-Philippe Ier （1830年 - 1848年） |                               |
|           | コレラ禍による前首相死去のための不在期間                                          | コレラ禍による前首相死去のための不在期間      | コレラ禍による前首相死去のための不在期間      | 暫定内閣                      | 1832年5月16日 - 1832年10月11日                | ルイ＝フィリップ1世 Louis-Philippe Ier （1830年 - 1848年） |                               |
| 12 (13)   | ニコラ＝ジャン・ド・デュ・スールト Nicolas Jean-de-Dieu Soult                     |                                               | 無党派 (軍人)                                 | 第1次                         | 1832年10月11日 - 1834年7月18日                | ルイ＝フィリップ1世 Louis-Philippe Ier （1830年 - 1848年） |                               |
| 12 (13)   | ニコラ＝ジャン・ド・デュ・スールト Nicolas Jean-de-Dieu Soult                     | 1834                                          | 無党派 (軍人)                                 | 第1次                         | 1832年10月11日 - 1834年7月18日                | ルイ＝フィリップ1世 Louis-Philippe Ier （1830年 - 1848年） |                               |
| 13 (14)   | エティエンヌ・モーリス・ジェラール Étienne Maurice Gérard                         |                                               | 無党派 (軍人)                                 |                               | 1834年7月18日 - 1834年11月10日                | ルイ＝フィリップ1世 Louis-Philippe Ier （1830年 - 1848年） |                               |
| 14 (15)   | ユーグ＝ベルナール・マレ Hugues-Bernard Maret                                     |                                               | 無党派                                        |                               | 1834年11月10日 - 1834年11月18日               | ルイ＝フィリップ1世 Louis-Philippe Ier （1830年 - 1848年） |                               |
| 15 (16)   | エドゥアール・モルティエ Adolphe Édouard Casimir Joseph Mortier                   |                                               | 無党派 (軍人)                                 |                               | 1834年11月18日 - 1835年3月12日 (在職中に暗殺) | ルイ＝フィリップ1世 Louis-Philippe Ier （1830年 - 1848年） |                               |
| 16 (17)   | アシル＝ヴィクトル＝シャルル・ド・ブロイ Achille Léonce Victor Charles de Broglie |                                               | オルレアニスト Orléaniste                     |                               | 1835年3月12日 - 1836年2月22日                 | ルイ＝フィリップ1世 Louis-Philippe Ier （1830年 - 1848年） |                               |
| 17 (18)   | アドルフ・ティエール Marie Joseph Louis Adolphe Thiers                            |                                               | オルレアニスト Orléaniste                     | 第1次                         | 1836年2月22日 - 1836年9月6日                  | ルイ＝フィリップ1世 Louis-Philippe Ier （1830年 - 1848年） |                               |
| 18 (19)   | ルイ＝マティウ・モレ Louis-Mathieu Molé                                           |                                               | オルレアニスト Orléaniste                     | 第1次                         | 1836年9月6日 - 1837年4月15日                  | ルイ＝フィリップ1世 Louis-Philippe Ier （1830年 - 1848年） |                               |
| 18 (19)   | ルイ＝マティウ・モレ Louis-Mathieu Molé                                           | 第2次                                         | オルレアニスト Orléaniste                     | 1837年4月15日 - 1839年3月31日 | 1837                                          | ルイ＝フィリップ1世 Louis-Philippe Ier （1830年 - 1848年） |                               |
|           | 議会選挙敗北による不在期間                                                        | 議会選挙敗北による不在期間                    | 議会選挙敗北による不在期間                    | 移行内閣                      | 1837                                          | ルイ＝フィリップ1世 Louis-Philippe Ier （1830年 - 1848年） | 1839年3月31日 - 1839年5月12日 |
| 19 (20)   | ニコラ＝ジャン・ド・デュ・スールト Nicolas Jean-de-Dieu Soult                     |                                               | 無党派 (軍人)                                 | 第2次                         | 1839年5月12日 - 1840年3月1日                  | ルイ＝フィリップ1世 Louis-Philippe Ier （1830年 - 1848年） | 1839                          |
| 20 (21)   | アドルフ・ティエール Marie Joséph Louis Adolphe Thiers                            |                                               | オルレアニスト Orléaniste                     | 第2次                         | 1840年3月1日 - 1840年10月29日                 | ルイ＝フィリップ1世 Louis-Philippe Ier （1830年 - 1848年） | 1839                          |
| 21 (22)   | ニコラ＝ジャン・ド・デュ・スールト Nicolas Jean-de-Dieu Soult                     |                                               | 無党派 (軍人)                                 | 第3次                         | 1840年10月29日 - 1847年9月19日                | ルイ＝フィリップ1世 Louis-Philippe Ier （1830年 - 1848年） | 1839                          |
| 21 (22)   | ニコラ＝ジャン・ド・デュ・スールト Nicolas Jean-de-Dieu Soult                     | 1842                                          | 無党派 (軍人)                                 | 第3次                         | 1840年10月29日 - 1847年9月19日                | ルイ＝フィリップ1世 Louis-Philippe Ier （1830年 - 1848年） |                               |
| 21 (22)   | ニコラ＝ジャン・ド・デュ・スールト Nicolas Jean-de-Dieu Soult                     | 1846                                          | 無党派 (軍人)                                 | 第3次                         | 1840年10月29日 - 1847年9月19日                | ルイ＝フィリップ1世 Louis-Philippe Ier （1830年 - 1848年） |                               |
| 22 (23)   | フランソワ・ピエール・ギヨーム・ギゾー François Pierre Guillaume Guizot           |                                               | オルレアニスト Orléaniste                     |                               | 1847年9月19日 - 1848年2月23日                 | ルイ＝フィリップ1世 Louis-Philippe Ier （1830年 - 1848年） |                               |
| - (24)    | ルイ＝マティウ・モレ Louis-Mathieu Molé                                           |                                               | オルレアニスト Orléaniste                     | 未組閣                        | 1848年2月23日 - 1848年2月24日                 | ルイ＝フィリップ1世 Louis-Philippe Ier （1830年 - 1848年） |                               |
| - (25)    | アドルフ・ティエール Marie Joseph Louis Adolphe Thiers                            |                                               | オルレアニスト Orléaniste                     | 未組閣                        | 1848年2月24日 - 1848年2月24日                 | ルイ＝フィリップ1世 Louis-Philippe Ier （1830年 - 1848年） |                               |

### フランス第二共和政（臨時政府議長）
| 代 (通歴) | 臨時政府議長の氏名                                                        | 肖像 | 所属政党        | 内閣 | 在任期間                       | 国家元首 | 議会 |
| --------- | ------------------------------------------------------------------------- | ---- | --------------- | ---- | ------------------------------ | -------- | ---- |
| - (26)    | ジャック＝シャルル・デュポン・ド・ルール Jacques-Charles Dupont de l'Eure |      | 共和派          |      | 1848年2月24日 - 1848年5月9日   | 兼任     |      |
| - (27)    | フランソワ・アラゴ François Arago                                         |      | 共和派          |      | 1848年5月9日 - 1848年6月24日   | 兼任     |      |
| - (28)    | ルイ・ウジェーヌ・カヴェニャック Louis-Eugène Cavaignac                   |      | 共和派 （軍人） |      | 1848年6月28日 - 1848年12月20日 | 兼任     |      |

### フランス第二共和政
| 代 (通歴) | 首相の氏名                                                        | 肖像                                         | 所属政党                                     | 内閣 | 在任期間                        | 大統領                                                                                     | 議会 |
| --------- | ----------------------------------------------------------------- | -------------------------------------------- | -------------------------------------------- | ---- | ------------------------------- | ------------------------------------------------------------------------------------------ | ---- |
| 23 (29)   | オディロン・バロ Odilon Barrot                                    |                                              | オルレアニスト Orléaniste                    |      | 1848年12月20日 - 1849年10月31日 | シャルル・ルイ＝ ナポレオン・ボナパルト Charles Louis Napoléon Bonaparte (1848年 – 1852年) |      |
| - (30)    | オプール伯爵アルフォンス・アンリ Alphonse Henri, comte d'Hautpoul |                                              | オルレアニスト Orléaniste                    |      | 1849年10月31日 - 1851年4月10日  | シャルル・ルイ＝ ナポレオン・ボナパルト Charles Louis Napoléon Bonaparte (1848年 – 1852年) |      |
| - (31)    | レオン・フォシェ Léon Faucher                                     |                                              | オルレアニスト Orléaniste                    |      | 1851年4月10日 - 1851年10月26日  | シャルル・ルイ＝ ナポレオン・ボナパルト Charles Louis Napoléon Bonaparte (1848年 – 1852年) |      |
| - (32)    | 不在期間（大統領ルイ＝ナポレオンによる独裁）                      | 不在期間（大統領ルイ＝ナポレオンによる独裁） | 不在期間（大統領ルイ＝ナポレオンによる独裁） |      | 1851年10月26日 - 1852年12月2日  | シャルル・ルイ＝ ナポレオン・ボナパルト Charles Louis Napoléon Bonaparte (1848年 – 1852年) |      |

### フランス第二帝政
| 代 (通歴) | 首相の氏名                                                                                  | 肖像                                    | 所属政党                                | 内閣 | 在任期間                       | 皇帝                                                               | 議会 |
| --------- | ------------------------------------------------------------------------------------------- | --------------------------------------- | --------------------------------------- | ---- | ------------------------------ | ------------------------------------------------------------------ | ---- |
|           | 不在期間（皇帝ナポレオン3世による親政）                                                     | 不在期間（皇帝ナポレオン3世による親政） | 不在期間（皇帝ナポレオン3世による親政） |      | 1852年12月2日 - 1869年12月27日 | ナポレオン3世 Charles Louis Napoléon Bonaparte （1852年 - 1870年） |      |
| 1 (33)    | エミール・オリヴィエ Olivier Émile Ollivier                                                 | i                                       | ボナパルティスト Bonapartiste           |      | 1869年12月27日 - 1870年8月9日  | ナポレオン3世 Charles Louis Napoléon Bonaparte （1852年 - 1870年） |      |
| 2 (34)    | シャルル・クーザン＝モントバン Charles Guillaume Marie Apollinaire Antoine Cousin-Montauban |                                         | ボナパルティスト Bonapartiste           |      | 1870年8月9日 - 1870年9月4日    | ナポレオン3世 Charles Louis Napoléon Bonaparte （1852年 - 1870年） |      |

### 国防政府
| 代 (通歴) | 首相の氏名                                  | 肖像 | 所属政党        | 内閣 | 在任期間                     | 国家元首 | 議会 |
| --------- | ------------------------------------------- | ---- | --------------- | ---- | ---------------------------- | -------- | ---- |
| 1 (35)    | ルイ＝ジュール・トロシュ Louis Jules Trochu |      | 無所属 （軍人） |      | 1870年9月4日 - 1871年1月22日 | 兼任     |      |

### フランス第三共和政
| 代 (通歴) | 首相の氏名                                                  | 肖像                                           | 所属政党                                           | 内閣                                           | 在任期間                        | 大統領                                        | 議会                                        |
| --------- | ----------------------------------------------------------- | ---------------------------------------------- | -------------------------------------------------- | ---------------------------------------------- | ------------------------------- | --------------------------------------------- | ------------------------------------------- |
| 24 (36)   | ジュール・デュフォール Jules Armand Dufaure                 |                                                | 無所属 （王党派）                                  | 第1次                                          | 1871年2月19日 - 1873年5月14日   | アドルフ・ティエール Louis Adolphe Thiers     | 国 民 議 会                                 |
| 24 (36)   | ジュール・デュフォール Jules Armand Dufaure                 | 第2次                                          | 無所属 （王党派）                                  |                                                | 1871年2月19日 - 1873年5月14日   | アドルフ・ティエール Louis Adolphe Thiers     | 国 民 議 会                                 |
| 25 (37)   | アルベール・ド・ブロイ Albert, duc de Broglie               |                                                | 王党派                                             | 第1次                                          | 1873年5月25日 - 1874年5月22日   | パトリス・ド・マクマオン Patrice de Mac-Mahon | 国 民 議 会                                 |
| 25 (37)   | アルベール・ド・ブロイ Albert, duc de Broglie               | 第2次                                          | 王党派                                             |                                                | 1873年5月25日 - 1874年5月22日   | パトリス・ド・マクマオン Patrice de Mac-Mahon | 国 民 議 会                                 |
| 26 (38)   | エルネスト・クルトー・ド・シセ Ernest Courtot de Cissey     |                                                | 王党派                                             | 第1次                                          | 1874年5月22日 - 1875年3月10日   | パトリス・ド・マクマオン Patrice de Mac-Mahon | 国 民 議 会                                 |
| 27 (39)   | ルイ・ビュフェ Louis Buffet                                 |                                                | 王党派                                             | 第1次                                          | 1875年3月10日 - 1876年2月23日   | パトリス・ド・マクマオン Patrice de Mac-Mahon | 国 民 議 会                                 |
| 28 (40)   | ジュール・デュフォール Jules Armand Dufaure                 |                                                | 無所属 （王党派）                                  | 第3次                                          | 1876年2月23日 - 1876年12月12日  | パトリス・ド・マクマオン Patrice de Mac-Mahon | 国 民 議 会                                 |
| 28 (40)   | ジュール・デュフォール Jules Armand Dufaure                 | 第4次                                          | 無所属 （王党派）                                  |                                                | 1876年2月23日 - 1876年12月12日  | パトリス・ド・マクマオン Patrice de Mac-Mahon | 国 民 議 会                                 |
| 29 (41)   | ジュール・シモン Jules Simon                                |                                                | 共和左派                                           | 第1次                                          | 1876年12月12日 - 1877年5月17日  | パトリス・ド・マクマオン Patrice de Mac-Mahon | 1                                           |
| 30 (42)   | アルベール・ド・ブロイ Albert, duc de Broglie               |                                                | 王党派                                             | 第3次                                          | 1877年5月17日 - 1877年11月23日  | パトリス・ド・マクマオン Patrice de Mac-Mahon | 1                                           |
| 31 (43)   | ガエタン・ド・ロシュブエ Gaëtan de Rochebouët               |                                                | 保守系 （王党派）                                  | 第1次                                          | 1877年11月23日 - 1877年12月13日 | パトリス・ド・マクマオン Patrice de Mac-Mahon | 2                                           |
| 32 (44)   | ジュール・デュフォール Jules Armand Dufaure                 |                                                | 無所属 （王党派）                                  | 第5次                                          | 1877年12月13日 - 1879年2月4日   | パトリス・ド・マクマオン Patrice de Mac-Mahon | 2                                           |
| 32 (44)   | ジュール・デュフォール Jules Armand Dufaure                 | ジュール・グレヴィー François Paul Jules Grévy | 無所属 （王党派）                                  | 第5次                                          | 1877年12月13日 - 1879年2月4日   |                                               | 2                                           |
| 33 (45)   | ウィリアム・アンリ・ワディントン William Henry Waddington   |                                                | 無所属 （王党派）                                  | 第1次                                          | 1879年2月4日 - 1879年12月28日   |                                               | 2                                           |
| 34 (46)   | シャルル・ド・フレシネ Charles de Freycinet                 |                                                | 共和派 オポチュニスト                              | 第1次                                          | 1879年12月28日 - 1880年9月23日  |                                               | 2                                           |
| 35 (47)   | ジュール・フェリー Jules Ferry                              |                                                | 共和左派                                           | 第1次                                          | 1880年9月23日 - 1881年11月14日  |                                               | 2                                           |
| 36 (48)   | レオン・ガンベタ Léon Gambetta                              |                                                | 共和派 オポチュニスト                              | 第1次                                          | 1881年11月14日 - 1882年1月30日  | 3                                             |                                             |
| 37 (49)   | シャルル・ド・フレシネ Charles de Freycinet                 |                                                | 共和派 オポチュニスト                              | 第2次                                          | 1882年1月30日 - 1882年8月7日    | 3                                             |                                             |
| 38 (50)   | シャルル・デュクレール Charles Duclerc                      |                                                | 共和派 オポチュニスト                              | 第1次                                          | 1882年8月7日 - 1883年1月29日    | 3                                             |                                             |
| 39 (51)   | アルマン・ファリエール Armand Fallières                     |                                                | 共和左派                                           | 第1次                                          | 1883年1月29日 - 1883年2月21日   | 3                                             |                                             |
| 40 (52)   | ジュール・フェリー Jules Ferry                              |                                                | 共和左派                                           | 第2次                                          | 1883年2月21日 - 1885年4月6日    | 3                                             |                                             |
| 41 (53)   | アンリ・ブリッソン Henri Brisson                            |                                                | 共和主義急進派                                     | 第1次                                          | 1885年4月6日 - 1886年1月7日     | 3                                             |                                             |
| 42 (54)   | シャルル・ド・フレシネ Charles de Freycinet                 |                                                | 共和派 オポチュニスト                              | 第3次                                          | 1886年1月7日 - 1886年12月16日   | 4                                             |                                             |
| 43 (55)   | ルネ・ゴブレ René Goblet                                    |                                                | 共和主義急進派                                     | 第1次                                          | 1886年12月16日 - 1887年5月30日  | 4                                             |                                             |
| 44 (56)   | モーリス・ルーヴィエ Maurice Rouvier                        |                                                | 共和派 オポチュニスト                              | 第1次                                          | 1887年5月30日 - 1887年12月12日  | 4                                             |                                             |
| 45 (57)   | ピエール・ティラール Pierre Tirard                          |                                                | 共和左派                                           | 第1次                                          | 1887年12月12日 - 1888年4月3日   | 4                                             | サディ・カルノー Marie François Sadi Carnot |
| 46 (58)   | シャルル・フロケ Charles Floquet                            |                                                | 共和主義急進派                                     | 第1次                                          | 1888年4月3日 - 1889年2月22日    | 4                                             | サディ・カルノー Marie François Sadi Carnot |
| 47 (59)   | ピエール・ティラール Pierre Tirard                          |                                                | 共和左派                                           | 第2次                                          | 1889年2月22日 - 1890年3月17日   | 4                                             | サディ・カルノー Marie François Sadi Carnot |
| 48 (60)   | シャルル・ド・フレシネ Charles de Freycinet                 |                                                | 共和左派                                           | 第4次                                          | 1890年3月17日 - 1892年2月27日   | 5                                             | サディ・カルノー Marie François Sadi Carnot |
| 49 (61)   | エミール・ルーベ Émile Loubet                               |                                                | 共和左派                                           | 第1次                                          | 1892年2月27日 - 1892年12月6日   | 5                                             | サディ・カルノー Marie François Sadi Carnot |
| 50 (62)   | アレクサンドル・リボ Alexandre Ribot                        |                                                | 共和左派                                           | 第1次                                          | 1892年12月6日 - 1893年4月4日    | 5                                             | サディ・カルノー Marie François Sadi Carnot |
| 50 (62)   | アレクサンドル・リボ Alexandre Ribot                        | 第2次                                          | 共和左派                                           |                                                | 1892年12月6日 - 1893年4月4日    | 5                                             | サディ・カルノー Marie François Sadi Carnot |
| 51 (63)   | シャルル・デュピュイ Charles Dupuy                          |                                                | 共和左派                                           | 第1次                                          | 1893年4月4日 - 1893年12月3日    | 5                                             | サディ・カルノー Marie François Sadi Carnot |
| 52 (64)   | ジャン・カジミール＝ペリエ Jean Casimir-Perier              |                                                | 共和左派                                           | 第1次                                          | 1893年12月3日 - 1894年5月30日   | 6                                             | サディ・カルノー Marie François Sadi Carnot |
| 53 (65)   | シャルル・デュピュイ Charles Dupuy                          |                                                | 共和左派                                           | 第2次                                          | 1894年5月30日 - 1895年1月26日   | 6                                             | サディ・カルノー Marie François Sadi Carnot |
| 53 (65)   | シャルル・デュピュイ Charles Dupuy                          | 第3次                                          | 共和左派                                           | ジャン・カジミール＝ペリエ Jean Casimir-Perier | 1894年5月30日 - 1895年1月26日   | 6                                             |                                             |
| 54 (66)   | アレクサンドル・リボ Alexandre Ribot                        |                                                | 共和左派                                           | 第3次                                          | 1895年1月26日 - 1895年11月1日   | 6                                             | フェリックス・フォール Francois Félix Faure |
| 55 (67)   | レオン・ブルジョワ Léon Bourgeois                           |                                                | 共和主義急進派                                     | 第1次                                          | 1895年11月1日 - 1896年4月29日   | 6                                             | フェリックス・フォール Francois Félix Faure |
| 56 (68)   | ジュール・メリーヌ Jules Méline                             |                                                | 共和左派                                           | 第1次                                          | 1896年4月29日 - 1898年6月28日   | 6                                             | フェリックス・フォール Francois Félix Faure |
| 57 (69)   | アンリ・ブリッソン Henri Brisson                            |                                                | 共和主義急進派                                     | 第2次                                          | 1898年6月28日 - 1898年11月1日   | 7                                             | フェリックス・フォール Francois Félix Faure |
| 58 (70)   | シャルル・デュピュイ Charles Dupuy                          |                                                | 共和左派                                           | 第4次                                          | 1898年11月1日 - 1899年6月22日   | 7                                             | フェリックス・フォール Francois Félix Faure |
| 58 (70)   | シャルル・デュピュイ Charles Dupuy                          | 第5次                                          | 共和左派                                           | エミール・ルーベ Émile François Loubet         | 1898年11月1日 - 1899年6月22日   | 7                                             |                                             |
| 59 (71)   | ピエール・ワルデック＝ルソー Pierre Waldeck-Rousseau        |                                                | 民主共和同盟                                       | エミール・ルーベ Émile François Loubet         | 第1次                           | 7                                             | 1899年6月22日 - 1902年6月7日                |
| 60 (72)   | エミール・コンブ Émile Combes                               |                                                | 共和主義急進派・ 急進社会党 (左翼ブロック)         | エミール・ルーベ Émile François Loubet         | 第1次                           | 1902年6月7日 - 1905年1月24日                  | 8                                           |
| 61 (73)   | モーリス・ルーヴィエ Maurice Rouvier                        |                                                | 民主共和同盟                                       | エミール・ルーベ Émile François Loubet         | 第2次                           | 1905年1月24日 - 1906年3月12日                 | 8                                           |
| 61 (73)   | モーリス・ルーヴィエ Maurice Rouvier                        | 第3次                                          | 民主共和同盟                                       | アルマン・ファリエール Armand Fallières        |                                 | 1905年1月24日 - 1906年3月12日                 | 8                                           |
| 62 (74)   | フェルディナン・サリアン Ferdinand Sarrien                  |                                                | 共和主義急進派・ 急進社会党                        | アルマン・ファリエール Armand Fallières        | 第1次                           | 1906年3月12日 - 1906年10月25日                | 8                                           |
| 63 (75)   | ジョルジュ・クレマンソー Georges Clemenceau                 |                                                | 共和主義急進派・ 急進社会党                        | アルマン・ファリエール Armand Fallières        | 第1次                           | 1906年10月25日 - 1909年7月24日                | 9                                           |
| 64 (76)   | アリスティード・ブリアン Aristide Briand                    |                                                | 共和主義社会党                                     | アルマン・ファリエール Armand Fallières        | 第1次                           | 1909年7月24日 - 1911年3月2日                  | 9                                           |
| 64 (76)   | アリスティード・ブリアン Aristide Briand                    | 第2次                                          | 共和主義社会党                                     | アルマン・ファリエール Armand Fallières        |                                 | 1909年7月24日 - 1911年3月2日                  | 9                                           |
| 65 (77)   | エルネスト・モニ Ernest Monis                               |                                                | 共和主義急進派・ 急進社会党                        | アルマン・ファリエール Armand Fallières        | 第1次                           | 1911年3月2日 - 1911年6月27日                  | 10                                          |
| 66 (78)   | ジョゼフ・カイヨー Joseph Caillaux                          |                                                | 共和主義急進派・ 急進社会党                        | アルマン・ファリエール Armand Fallières        | 第1次                           | 1911年3月2日 - 1912年1月21日                  | 10                                          |
| 67 (79)   | レイモン・ポワンカレ Raymond Poincaré                       |                                                | 民主共和同盟                                       | アルマン・ファリエール Armand Fallières        | 第1次                           | 1912年1月21日 - 1913年1月21日                 | 10                                          |
| 68 (80)   | アリスティード・ブリアン Aristide Briand                    |                                                | 共和主義社会党                                     | アルマン・ファリエール Armand Fallières        | 第3次                           | 1913年1月21日 - 1913年3月22日                 | 10                                          |
| 68 (80)   | アリスティード・ブリアン Aristide Briand                    | 第4次                                          | 共和主義社会党                                     | レイモン・ポワンカレ Raymond Poincaré          |                                 | 1913年1月21日 - 1913年3月22日                 | 10                                          |
| 69 (81)   | ルイ・バルトゥー Louis Barthou                              |                                                | 民主共和同盟                                       | レイモン・ポワンカレ Raymond Poincaré          | 第1次                           | 1913年3月22日 - 1913年12月9日                 | 10                                          |
| 70 (82)   | ガストン・ドゥメルグ Gaston Doumergue                       |                                                | 共和主義急進派・ 急進社会党                        | レイモン・ポワンカレ Raymond Poincaré          | 第1次                           | 1913年12月9日 - 1914年6月9日                  | 10                                          |
| 71 (83)   | アレクサンドル・リボ Alexandre Ribot                        |                                                | 民主共和同盟                                       | レイモン・ポワンカレ Raymond Poincaré          | 第4次                           | 1914年6月9日 - 1914年6月13日                  | 11                                          |
| 72 (84)   | ルネ・ヴィヴィアニ René Viviani                             |                                                | 共和主義社会党                                     | レイモン・ポワンカレ Raymond Poincaré          | 第1次                           | 1914年6月13日 - 1915年10月29日                | 11                                          |
| 72 (84)   | ルネ・ヴィヴィアニ René Viviani                             | 第2次                                          | 共和主義社会党                                     | レイモン・ポワンカレ Raymond Poincaré          |                                 | 1914年6月13日 - 1915年10月29日                | 11                                          |
| 73 (85)   | アリスティード・ブリアン Aristide Briand                    |                                                | 共和主義社会党                                     | レイモン・ポワンカレ Raymond Poincaré          | 第5次                           | 1915年10月29日 - 1917年3月20日                | 11                                          |
| 73 (85)   | アリスティード・ブリアン Aristide Briand                    | 第6次                                          | 共和主義社会党                                     | レイモン・ポワンカレ Raymond Poincaré          |                                 | 1915年10月29日 - 1917年3月20日                | 11                                          |
| 74 (86)   | アレクサンドル・リボ Alexandre Ribot                        |                                                | 民主共和同盟                                       | レイモン・ポワンカレ Raymond Poincaré          | 第5次                           | 1917年3月20日 - 1917年9月12日                 | 11                                          |
| 75 (87)   | ポール・パンルヴェ Paul Painlevé                            |                                                | 共和主義社会党                                     | レイモン・ポワンカレ Raymond Poincaré          | 第1次                           | 1917年9月12日 - 1917年11月16日                | 11                                          |
| 76 (88)   | ジョルジュ・クレマンソー Georges Clemenceau                 |                                                | 共和主義急進派・ 急進社会党                        | レイモン・ポワンカレ Raymond Poincaré          | 第2次                           | 1917年11月16日 - 1920年1月20日                | 11                                          |
| 77 (89)   | アレクサンドル・ミルラン Alexandre Millerand                |                                                | 無所属 (中道・国民ブロック)                        | レイモン・ポワンカレ Raymond Poincaré          | 第1次                           | 1920年1月20日 - 1920年9月24日                 | 12                                          |
| 77 (89)   | アレクサンドル・ミルラン Alexandre Millerand                | ポール・デシャネル Paul Eugène Louis Deschanel | 無所属 (中道・国民ブロック)                        |                                                | 第1次                           | 1920年1月20日 - 1920年9月24日                 | 12                                          |
| 77 (89)   | アレクサンドル・ミルラン Alexandre Millerand                | 第2次                                          | 無所属 (中道・国民ブロック)                        |                                                |                                 | 1920年1月20日 - 1920年9月24日                 | 12                                          |
| 78 (90)   | ジョルジュ・レーグ Georges Leygues                          |                                                | 民主共和同盟 (国民ブロック)                        | 第4次                                          | 1920年9月24日 - 1921年1月26日   | アレクサンドル・ミルラン Alexandre Millerand  | 12                                          |
| 79 (91)   | アリスティード・ブリアン Aristide Briand                    |                                                | 共和主義社会党                                     | 第7次                                          | 1921年1月26日 - 1922年1月15日   | アレクサンドル・ミルラン Alexandre Millerand  | 12                                          |
| 80 (92)   | レイモン・ポワンカレ Raymond Poincaré                       |                                                | 民主共和同盟 (国民ブロック)                        | 第2次                                          | 1922年1月15日 - 1924年6月8日    | アレクサンドル・ミルラン Alexandre Millerand  | 12                                          |
| 80 (92)   | レイモン・ポワンカレ Raymond Poincaré                       | 第3次                                          | 民主共和同盟 (国民ブロック)                        |                                                | 1922年1月15日 - 1924年6月8日    | アレクサンドル・ミルラン Alexandre Millerand  | 12                                          |
| 81 (93)   | フレデリック・フランソワ＝マルサル Frédéric François-Marsal |                                                | 共和派同盟 (国民ブロック)                          | 第1次                                          | 1924年6月8日 - 1924年6月15日    | アレクサンドル・ミルラン Alexandre Millerand  | 12                                          |
| 82 (94)   | エドゥアール・エリオ Édouard Herriot                        |                                                | 共和主義急進派・ 急進社会党 (左翼同盟内閣)         | 第1次                                          | 1924年6月15日 - 1925年4月17日   | ガストン・ドゥメルグ Gaston Doumergue         | 13                                          |
| 83 (95)   | ポール・パンルヴェ Paul Painlevé                            |                                                | 共和主義社会党 (左翼同盟内閣)                      | 第2次                                          | 1925年4月17日 - 1925年11月28日  | ガストン・ドゥメルグ Gaston Doumergue         | 13                                          |
| 83 (95)   | ポール・パンルヴェ Paul Painlevé                            | 第3次                                          | 共和主義社会党 (左翼同盟内閣)                      |                                                | 1925年4月17日 - 1925年11月28日  | ガストン・ドゥメルグ Gaston Doumergue         | 13                                          |
| 84 (96)   | アリスティード・ブリアン Aristide Briand                    |                                                | 共和主義社会党 (左翼同盟内閣)                      | 第8次                                          | 1925年11月28日 - 1926年7月20日  | ガストン・ドゥメルグ Gaston Doumergue         | 13                                          |
| 84 (96)   | アリスティード・ブリアン Aristide Briand                    | 第9次                                          | 共和主義社会党 (左翼同盟内閣)                      |                                                | 1925年11月28日 - 1926年7月20日  | ガストン・ドゥメルグ Gaston Doumergue         | 13                                          |
| 84 (96)   | アリスティード・ブリアン Aristide Briand                    | 第10次                                         | 共和主義社会党 (左翼同盟内閣)                      |                                                | 1925年11月28日 - 1926年7月20日  | ガストン・ドゥメルグ Gaston Doumergue         | 13                                          |
| 85 (97)   | エドゥアール・エリオ Édouard Herriot                        |                                                | 共和主義急進派・ 急進社会党 (左翼同盟内閣)         | 第2次                                          | 1926年7月20日 - 1926年7月23日   | ガストン・ドゥメルグ Gaston Doumergue         | 13                                          |
| 86 (98)   | レイモン・ポワンカレ Raymond Poincaré                       |                                                | 民主共和同盟 (国民ブロック)                        | 第4次                                          | 1926年7月23日 - 1929年7月29日   | ガストン・ドゥメルグ Gaston Doumergue         | 13                                          |
| 86 (98)   | レイモン・ポワンカレ Raymond Poincaré                       | 第5次                                          | 民主共和同盟 (国民ブロック)                        |                                                | 1926年7月23日 - 1929年7月29日   | ガストン・ドゥメルグ Gaston Doumergue         | 13                                          |
| 87 (99)   | アリスティード・ブリアン Aristide Briand                    |                                                | 共和主義社会党                                     | 第11次                                         | 1929年7月29日 - 1929年11月2日   | ガストン・ドゥメルグ Gaston Doumergue         | 14                                          |
| 88 (100)  | アンドレ・タルデュー André Tardieu                          |                                                | 民主共和同盟                                       | 第1次                                          | 1929年11月2日 - 1930年2月21日   | ガストン・ドゥメルグ Gaston Doumergue         | 14                                          |
| 89 (101)  | カミーユ・ショータン Camille Chautemps                      |                                                | 共和主義急進派・ 急進社会党                        | 第1次                                          | 1930年2月21日 - 1930年3月2日    | ガストン・ドゥメルグ Gaston Doumergue         | 14                                          |
| 90 (102)  | アンドレ・タルデュー André Tardieu                          |                                                | 民主共和同盟                                       | 第2次                                          | 1930年3月2日 - 1930年12月13日   | ガストン・ドゥメルグ Gaston Doumergue         | 14                                          |
| 91 (103)  | テオドル・ステーグ Théodore Steeg                           |                                                | 共和主義急進派・ 急進社会党                        | 第1次                                          | 1930年12月13日 - 1931年1月27日  | ガストン・ドゥメルグ Gaston Doumergue         | 14                                          |
| 92 (104)  | ピエール・ラヴァル Pierre Laval                             |                                                | 無所属 （保守系）                                  | 第1次                                          | 1931年1月27日 - 1932年2月20日   | ガストン・ドゥメルグ Gaston Doumergue         | 14                                          |
| 92 (104)  | ピエール・ラヴァル Pierre Laval                             | 第2次                                          | 無所属 （保守系）                                  | ポール・ドゥメール Joseph Athanase Paul Doumer | 1931年1月27日 - 1932年2月20日   |                                               | 14                                          |
| 92 (104)  | ピエール・ラヴァル Pierre Laval                             | 第3次                                          | 無所属 （保守系）                                  | ポール・ドゥメール Joseph Athanase Paul Doumer | 1931年1月27日 - 1932年2月20日   |                                               | 14                                          |
| 93 (105)  | アンドレ・タルデュー André Tardieu                          |                                                | 民主共和同盟                                       | ポール・ドゥメール Joseph Athanase Paul Doumer | 第3次                           | 1932年2月20日 - 1932年6月3日                  | 14                                          |
| 94 (106)  | エドゥアール・エリオ Édouard Herriot                        |                                                | 共和主義急進派・ 急進社会党 (左翼同盟内閣)         | 第3次                                          | 1932年6月3日 - 1932年12月18日   | アルベール・ルブラン Albert Lebrun            | 15                                          |
| 95 (107)  | ジョセフ・ポール＝ボンクール Joseph Paul-Boncour            |                                                | 共和主義社会党 (左翼同盟内閣)                      | 第1次                                          | 1932年12月18日 - 1933年1月31日  | アルベール・ルブラン Albert Lebrun            | 15                                          |
| 96 (108)  | エドゥアール・ダラディエ Édouard Daladier                   |                                                | 共和主義急進派・ 急進社会党 (左翼同盟内閣)         | 第1次                                          | 1933年1月31日 - 1933年10月26日  | アルベール・ルブラン Albert Lebrun            | 15                                          |
| 97 (109)  | アルベール・サロー Albert Sarraut                           |                                                | 共和主義急進派・ 急進社会党 (左翼同盟内閣)         | 第1次                                          | 1933年10月26日 - 1933年11月26日 | アルベール・ルブラン Albert Lebrun            | 15                                          |
| 98 (110)  | カミーユ・ショータン Camille Chautemps                      |                                                | 共和主義急進派・ 急進社会党 (左翼同盟内閣)         | 第2次                                          | 1933年11月26日 - 1934年1月30日  | アルベール・ルブラン Albert Lebrun            | 15                                          |
| 99 (111)  | エドゥアール・ダラディエ Édouard Daladier                   |                                                | 共和主義急進派・ 急進社会党 (左翼同盟内閣)         | 第2次                                          | 1934年1月30日 - 1934年2月9日    | アルベール・ルブラン Albert Lebrun            | 15                                          |
| 100 (112) | ガストン・ドゥメルグ Gaston Doumergue                       |                                                | 共和主義急進派・ 急進社会党 (国民連合政府)         | 第2次                                          | 1934年2月9日 - 1934年11月8日    | アルベール・ルブラン Albert Lebrun            | 15                                          |
| 101 (113) | ピエール＝エティエンヌ・フランダン Pierre-Étienne Flandin   |                                                | 民主共和同盟                                       | 第1次                                          | 1934年11月8日 - 1935年6月1日    | アルベール・ルブラン Albert Lebrun            | 15                                          |
| 102 (114) | フェルナン・ブイッソン Fernand Bouisson                     |                                                | 共和主義社会党                                     | 第1次                                          | 1935年6月1日 - 1935年6月7日     | アルベール・ルブラン Albert Lebrun            | 15                                          |
| 103 (115) | ピエール・ラヴァル Pierre Laval                             |                                                | 無所属 （保守系）                                  | 第4次                                          | 1935年6月7日 - 1936年1月24日    | アルベール・ルブラン Albert Lebrun            | 15                                          |
| 104 (116) | アルベール・サロー Albert Sarraut                           |                                                | 共和主義急進派・ 急進社会党                        | 第2次                                          | 1936年1月24日 - 1936年6月4日    | アルベール・ルブラン Albert Lebrun            | 15                                          |
| 105 (117) | レオン・ブルム Léon Blum                                    |                                                | 労働者インターナショナル・ フランス支部 (人民戦線) | 第1次                                          | 1936年6月4日 - 1937年6月22日    | アルベール・ルブラン Albert Lebrun            | 16                                          |
| 106 (118) | カミーユ・ショータン Camille Chautemps                      |                                                | 共和主義急進派・ 急進社会党 (人民戦線)             | 第3次                                          | 1937年6月22日 - 1938年3月13日   | アルベール・ルブラン Albert Lebrun            | 16                                          |
| 106 (118) | カミーユ・ショータン Camille Chautemps                      | 第4次                                          | 共和主義急進派・ 急進社会党 (人民戦線)             |                                                | 1937年6月22日 - 1938年3月13日   | アルベール・ルブラン Albert Lebrun            | 16                                          |
| 107 (119) | レオン・ブルム Léon Blum                                    |                                                | 労働者インターナショナル・ フランス支部 (人民戦線) | 第2次                                          | 1938年3月13日 - 1938年4月10日   | アルベール・ルブラン Albert Lebrun            | 16                                          |
| 108 (120) | エドゥアール・ダラディエ Édouard Daladier                   |                                                | 共和主義急進派・ 急進社会党                        | 第3次                                          | 1938年4月10日 - 1940年3月21日   | アルベール・ルブラン Albert Lebrun            | 16                                          |
| 108 (120) | エドゥアール・ダラディエ Édouard Daladier                   | 第4次                                          | 共和主義急進派・ 急進社会党                        |                                                | 1938年4月10日 - 1940年3月21日   | アルベール・ルブラン Albert Lebrun            | 16                                          |
| 108 (120) | エドゥアール・ダラディエ Édouard Daladier                   | 第5次                                          | 共和主義急進派・ 急進社会党                        |                                                | 1938年4月10日 - 1940年3月21日   | アルベール・ルブラン Albert Lebrun            | 16                                          |
| 109 (121) | ポール・レノー Paul Reynaud                                 |                                                | 民主共和同盟                                       | 第1次                                          | 1940年3月21日 - 1940年6月16日   | アルベール・ルブラン Albert Lebrun            | 16                                          |
| 110 (122) | フィリップ・ペタン Philippe Pétain                          |                                                | 無所属 （軍人）                                    | 第1次                                          | 1940年6月16日 - 1940年7月11日   | アルベール・ルブラン Albert Lebrun            | 16                                          |

### ヴィシー政権
| 代 (通歴) | 首相の氏名                                                                         | 肖像                                                      | 副首相                          | 内閣                          | 在任期間                       | 国家元首                                                                        | 議会 |
| --------- | ---------------------------------------------------------------------------------- | --------------------------------------------------------- | ------------------------------- | ----------------------------- | ------------------------------ | ------------------------------------------------------------------------------- | ---- |
| -         | フィリップ・ペタン Henri Philippe Benoni Omer Joseph Pétain （国家元首による兼任） |                                                           | ピエール・ラヴァル Pierre Laval | 第2次                         | 1940年7月11日 - 1940年12月13日 | フィリップ・ペタン Henri Philippe Benoni Omer Joseph Pétain （1940年 - 1944年） |      |
| -         | フィリップ・ペタン Henri Philippe Benoni Omer Joseph Pétain （国家元首による兼任） | ピエール＝エティエンヌ・フランダン Pierre-Étienne Flandin | 第3次                           | 1940年12月13日 - 1941年2月9日 |                                | フィリップ・ペタン Henri Philippe Benoni Omer Joseph Pétain （1940年 - 1944年） |      |
| -         | フィリップ・ペタン Henri Philippe Benoni Omer Joseph Pétain （国家元首による兼任） | フランソワ・ダルラン Jean Louis Xavier François Darlan    | 第4次                           | 1941年2月9日 - 1942年4月18日  |                                | フィリップ・ペタン Henri Philippe Benoni Omer Joseph Pétain （1940年 - 1944年） |      |
| 111 (123) | ピエール・ラヴァル Pierre Laval                                                    |                                                           | なし                            | 第5次                         | 1942年4月18日 - 1944年8月17日  | フィリップ・ペタン Henri Philippe Benoni Omer Joseph Pétain （1940年 - 1944年） |      |

### フランス共和国臨時政府
| 代 (通歴) | 首相の氏名                                  | 肖像  | 所属政党                                       | 内閣  | 在任期間                       | 国家元首 | 議会 |
| --------- | ------------------------------------------- | ----- | ---------------------------------------------- | ----- | ------------------------------ | -------- | ---- |
| 1 (124)   | シャルル・ド・ゴール Charles de Gaulle      |       | 無所属                                         | 第1次 | 1944年8月20日 - 1946年1月26日  | 兼任     |      |
| 1 (124)   | シャルル・ド・ゴール Charles de Gaulle      | 第2次 | 無所属                                         |       | 1944年8月20日 - 1946年1月26日  | 兼任     |      |
| 2 (125)   | フェリックス・グーアン Félix Gouin          |       | 労働者インターナショナル・ フランス支部 (SFIO) | 第1次 | 1946年1月26日 - 1946年6月24日  | 兼任     |      |
| 3 (126)   | ジョルジュ・ビドー Georges-Augustin Bidault |       | 共和国民運動 (MRP)                             | 第1次 | 1946年6月24日 - 1946年12月16日 | 兼任     |      |
| 4 (127)   | レオン・ブルム André Léon Blum              |       | 労働者インターナショナル・ フランス支部 (SFIO) | 第3次 | 1946年12月16日 - 1947年1月22日 | 兼任     |      |

### フランス第四共和政
| 所属 政党 | 労働者インターナショナル・フランス支部 (SFIO) 全国独立主義者農民センター (CNIP) | 共和主義急進派・急進社会党 (PRS) 民主社会抗戦同盟 (UDSR) | 共和国民運動 (MRP) 新共和国連合 (UNR) |

| 代 (通歴)   | 首相の氏名                                            | 肖像  | 所属政党                                       | 内閣                                 | 在任期間                       | 大統領                                      | 議会 |
| ----------- | ----------------------------------------------------- | ----- | ---------------------------------------------- | ------------------------------------ | ------------------------------ | ------------------------------------------- | ---- |
| 112 (128)   | ポール・ラマディエ Paul Ramadier                      |       | 労働者インターナショナル・ フランス支部 (SFIO) | 第1次                                | 1947年1月22日 - 1947年11月24日 | ヴァンサン・オリオール Jules-Vincent Auriol | 1    |
| 112 (128)   | ポール・ラマディエ Paul Ramadier                      | 第2次 | 労働者インターナショナル・ フランス支部 (SFIO) |                                      | 1947年1月22日 - 1947年11月24日 | ヴァンサン・オリオール Jules-Vincent Auriol | 1    |
| 113 (129)   | ロベール・シューマン Robert Schuman                   |       | 共和国民運動 (MRP)                             | 第1次                                | 1947年11月24日 - 1948年7月26日 | ヴァンサン・オリオール Jules-Vincent Auriol | 1    |
| 114 (130)   | アンドレ・マリー André Marie                          |       | 共和主義急進派・ 急進社会党 (PRS)              | 第1次                                | 1948年7月26日 - 1948年9月5日   | ヴァンサン・オリオール Jules-Vincent Auriol | 1    |
| 115 (131)   | ロベール・シューマン Robert Schuman                   |       | 共和国民運動 (MRP)                             | 第2次                                | 1948年9月5日 - 1948年9月11日   | ヴァンサン・オリオール Jules-Vincent Auriol | 1    |
| 116 (132)   | アンリ・クイユ Henri Queuille                         |       | 共和主義急進派・ 急進社会党 (PRS)              | 第1次                                | 1948年9月11日 - 1949年10月28日 | ヴァンサン・オリオール Jules-Vincent Auriol | 1    |
| 117 (133)   | ジョルジュ・ビドー Georges-Augustin Bidault           |       | 共和国民運動 (MRP)                             | 第2次                                | 1949年10月28日 - 1950年7月2日  | ヴァンサン・オリオール Jules-Vincent Auriol | 1    |
| 117 (133)   | ジョルジュ・ビドー Georges-Augustin Bidault           | 第3次 | 共和国民運動 (MRP)                             |                                      | 1949年10月28日 - 1950年7月2日  | ヴァンサン・オリオール Jules-Vincent Auriol | 1    |
| 118 (134)   | アンリ・クイユ Henri Queuille                         |       | 共和主義急進派・ 急進社会党 (PRS)              | 第2次                                | 1950年7月2日 - 1950年7月12日   | ヴァンサン・オリオール Jules-Vincent Auriol | 1    |
| 119 (135)   | ルネ・プレヴァン René Pleven                          |       | 民主社会抗戦同盟 (UDSR)                        | 第1次                                | 1950年7月12日 - 1951年3月10日  | ヴァンサン・オリオール Jules-Vincent Auriol | 1    |
| 120 (136)   | アンリ・クイユ Henri Queuille                         |       | 共和主義急進派・ 急進社会党 (PRS)              | 第3次                                | 1951年3月10日 - 1951年8月11日  | ヴァンサン・オリオール Jules-Vincent Auriol | 1    |
| 121 (137)   | ルネ・プレヴァン René Pleven                          |       | 民主社会抗戦同盟 (UDSR)                        | 第2次                                | 1951年8月11日 - 1952年1月20日  | ヴァンサン・オリオール Jules-Vincent Auriol | 2    |
| 122 (138)   | エドガール・フォール Edgar Faure                      |       | 共和主義急進派・ 急進社会党 (PRS)              | 第1次                                | 1952年1月20日 - 1952年3月8日   | ヴァンサン・オリオール Jules-Vincent Auriol | 2    |
| 123 (139)   | アントワーヌ・ピネー Antoine Pinay                    |       | 全国独立主義者農民センター (CNIP)              | 第1次                                | 1952年3月8日 - 1953年1月8日    | ヴァンサン・オリオール Jules-Vincent Auriol | 2    |
| 124 (140)   | ルネ・マイエール René Mayer                           |       | 共和主義急進派・ 急進社会党 (PRS)              | 第1次                                | 1953年1月8日 - 1953年6月27日   | ヴァンサン・オリオール Jules-Vincent Auriol | 2    |
| 125 (141)   | ジョゼフ・ラニエル Joseph Laniel                      |       | 全国独立主義者農民センター (CNIP)              | 第1次                                | 1953年6月27日 - 1954年6月18日  | ヴァンサン・オリオール Jules-Vincent Auriol | 2    |
| 125 (141)   | ジョゼフ・ラニエル Joseph Laniel                      | 第2次 | 全国独立主義者農民センター (CNIP)              | ルネ・コティ René Jules Gustave Coty | 1953年6月27日 - 1954年6月18日  |                                             | 2    |
| 126 (142)   | ピエール・マンデス＝フランス Pierre Mendès France     |       | 共和主義急進派・ 急進社会党 (PRS)              | ルネ・コティ René Jules Gustave Coty | 第1次                          | 1954年6月18日 - 1955年2月23日               | 2    |
| 127 (143)   | エドガール・フォール Edgar Faure                      |       | 共和主義急進派・ 急進社会党 (PRS)              | ルネ・コティ René Jules Gustave Coty | 第2次                          | 1955年2月23日 - 1956年1月31日               | 2    |
| 128 (144)   | ギー・モレ Guy Mollet                                 |       | 労働者インターナショナル・ フランス支部 (SFIO) | ルネ・コティ René Jules Gustave Coty | 第1次                          | 1956年1月31日 - 1957年6月12日               | 3    |
| 129 (145)   | モーリス・ブルジェ＝モーヌリ Maurice Bourgès-Maunoury |       | 共和主義急進派・ 急進社会党 (PRS)              | ルネ・コティ René Jules Gustave Coty | 第1次                          | 1957年6月12日 - 1957年11月6日               | 3    |
| 130 (146)\| | フェリックス・ガイヤール Félix Gaillard d'Aimé        |       | 共和主義急進派・ 急進社会党 (PRS)              | ルネ・コティ René Jules Gustave Coty | 第1次                          | 1957年11月6日 - 1958年5月13日               | 3    |
| 131 (147)   | ピエール・フリムラン Pierre Eugène Jean Pflimlin      |       | 共和国民運動 (MRP)                             | ルネ・コティ René Jules Gustave Coty | 第1次                          | 1958年5月13日 - 1958年6月1日                | 3    |
| 132 (148)   | シャルル・ド・ゴール Charles de Gaulle                |       | 新共和国連合 (UNR)                             | ルネ・コティ René Jules Gustave Coty | 第3次                          | 1958年6月1日 - 1959年1月8日                 | 3    |

### フランス第五共和政
| 所属 政党 | ド・ゴール派 (UNR→UDR→RPR→UMP→LR) 社会党 (PS) フランス民主連合 (UDF) | 共和国前進 (REM)→再生 (RE) 所属とは無関係に共和国前進と協力関係にある首相 |

| 代 (通歴) | 首相の氏名                                                          | 肖像  | 所属政党                                 | 内閣           | 就任年月日     | 退任年月日     | 大統領                                                                        | 議会                                                      |
| --------- | ------------------------------------------------------------------- | ----- | ---------------------------------------- | -------------- | -------------- | -------------- | ----------------------------------------------------------------------------- | --------------------------------------------------------- |
| 1 (149)   | ミシェル・ドゥブレ Michel Debré                                     |       | 新共和国連合 (UNR)                       | 第1次          | 1959年1月8日   | 1962年4月14日  | シャルル・ド・ゴール Charles de Gaulle （第1期）                              | 1                                                         |
| 2 (150)   | ジョルジュ・ポンピドゥー Georges Pompidou                           |       | 新共和国連合 (UNR)                       | 第1次          | 1962年4月14日  | 1962年12月7日  | シャルル・ド・ゴール Charles de Gaulle （第1期）                              | 1                                                         |
| 2 (150)   | ジョルジュ・ポンピドゥー Georges Pompidou                           | 第2次 | 新共和国連合 (UNR)                       | 1962年12月7日  | 1966年1月8日   | 2              | シャルル・ド・ゴール Charles de Gaulle （第1期）                              |                                                           |
| 2 (150)   | ジョルジュ・ポンピドゥー Georges Pompidou                           | 第3次 | 新共和国連合 (UNR)                       | 1966年1月8日   | 1967年4月8日   | 2              | シャルル・ド・ゴール Charles de Gaulle （第2期） （臨時代行アラン・ポエール） |                                                           |
| 2 (150)   | ジョルジュ・ポンピドゥー Georges Pompidou                           | 第4次 | 新共和国連合 (UNR)                       | 1967年4月8日   | 1968年5月31日  | 3              | シャルル・ド・ゴール Charles de Gaulle （第2期） （臨時代行アラン・ポエール） |                                                           |
| 2 (150)   | ジョルジュ・ポンピドゥー Georges Pompidou                           | 第5次 | 新共和国連合 (UNR)                       | 1968年5月31日  | 1968年7月10日  | 3              | シャルル・ド・ゴール Charles de Gaulle （第2期） （臨時代行アラン・ポエール） |                                                           |
| 3 (151)   | モーリス・クーヴ・ド・ミュルヴィル Maurice Couve de Murville        |       | 共和国民主連合 (UDR)                     | 第1次          | 1968年7月10日  | 1969年6月20日  | シャルル・ド・ゴール Charles de Gaulle （第2期） （臨時代行アラン・ポエール） | 4                                                         |
| 4 (152)   | ジャック・シャバン＝デルマス Jacques Chaban-Delmas                  |       | 共和国民主連合 (UDR)                     | 第1次          | 1969年6月20日  | 1972年7月6日   | ジョルジュ・ポンピドゥー Georges Pompidou （臨時代行アラン・ポエール）        | 4                                                         |
| 5 (153)   | ピエール・メスメル Pierre Messmer                                   |       | 共和国民主連合 (UDR)                     | 第1次          | 1972年7月6日   | 1973年4月5日   | ジョルジュ・ポンピドゥー Georges Pompidou （臨時代行アラン・ポエール）        | 4                                                         |
| 5 (153)   | ピエール・メスメル Pierre Messmer                                   | 第2次 | 共和国民主連合 (UDR)                     | 1973年4月5日   | 1974年3月1日   | 5              | ジョルジュ・ポンピドゥー Georges Pompidou （臨時代行アラン・ポエール）        |                                                           |
| 5 (153)   | ピエール・メスメル Pierre Messmer                                   | 第3次 | 共和国民主連合 (UDR)                     | 1974年3月1日   | 1974年5月27日  | 5              | ジョルジュ・ポンピドゥー Georges Pompidou （臨時代行アラン・ポエール）        |                                                           |
| 6 (154)   | ジャック・シラク Jacques Chirac                                     |       | 共和国民主連合 (UDR)                     | 第1次          | 1974年5月27日  | 5              | 1976年8月26日                                                                 | ヴァレリー・ジスカール・デスタン Valéry Giscard d'Estaing |
| 7 (155)   | レイモン・バール Raymond Barre                                      |       | 無所属 フランス民主連合 (UDF) と協力関係 | 第1次          | 1976年8月26日  | 5              | 1977年3月29日                                                                 | ヴァレリー・ジスカール・デスタン Valéry Giscard d'Estaing |
| 7 (155)   | レイモン・バール Raymond Barre                                      | 第2次 | 無所属 フランス民主連合 (UDF) と協力関係 | 1977年3月29日  | 1978年3月31日  | 5              |                                                                               | ヴァレリー・ジスカール・デスタン Valéry Giscard d'Estaing |
| 7 (155)   | レイモン・バール Raymond Barre                                      | 第3次 | 無所属 フランス民主連合 (UDF) と協力関係 | 1978年3月31日  | 1981年5月21日  | 6              |                                                                               | ヴァレリー・ジスカール・デスタン Valéry Giscard d'Estaing |
| 8 (156)   | ピエール・モーロワ Pierre Mauroy                                    |       | 社会党 (PS)                              | 第1次          | 1981年5月21日  | 6              | 1981年6月23日                                                                 | フランソワ・ミッテラン François Mitterrand （第1期）      |
| 8 (156)   | ピエール・モーロワ Pierre Mauroy                                    | 第2次 | 社会党 (PS)                              | 1981年6月23日  | 1983年3月23日  | 7              |                                                                               | フランソワ・ミッテラン François Mitterrand （第1期）      |
| 8 (156)   | ピエール・モーロワ Pierre Mauroy                                    | 第3次 | 社会党 (PS)                              | 1983年3月23日  | 1984年7月17日  | 7              |                                                                               | フランソワ・ミッテラン François Mitterrand （第1期）      |
| 9 (157)   | ローラン・ファビウス Laurent Fabius                                 |       | 社会党 (PS)                              | 第1次          | 1984年7月17日  | 7              | 1986年3月20日                                                                 | フランソワ・ミッテラン François Mitterrand （第1期）      |
| 10 (158)  | ジャック・シラク Jacques Chirac （第1次コアビタシオン）             |       | 共和国連合 (RPR)                         | 第2次          | 1986年3月20日  | 1988年5月10日  | 8                                                                             | フランソワ・ミッテラン François Mitterrand （第1期）      |
| 11 (159)  | ミシェル・ロカール Michel Rocard                                    |       | 社会党 (PS)                              | 第1次          | 1988年5月10日  | 1988年6月22日  | 8                                                                             | フランソワ・ミッテラン François Mitterrand （第2期）      |
| 11 (159)  | ミシェル・ロカール Michel Rocard                                    | 第2次 | 社会党 (PS)                              | 1988年6月22日  | 1991年5月15日  | 9              |                                                                               | フランソワ・ミッテラン François Mitterrand （第2期）      |
| 12 (160)  | エディット・クレッソン Edith Cresson                                |       | 社会党 (PS)                              | 第1次          | 1991年5月15日  | 9              | 1992年4月2日                                                                  | フランソワ・ミッテラン François Mitterrand （第2期）      |
| 13 (161)  | ピエール・ベレゴヴォワ Pierre Bérégovoy                             |       | 社会党 (PS)                              | 第1次          | 1992年4月2日   | 9              | 1993年3月29日                                                                 | フランソワ・ミッテラン François Mitterrand （第2期）      |
| 14 (162)  | エドゥアール・バラデュール Edouard Balladur （第2次コアビタシオン） |       | 共和国連合 (RPR)                         | 第1次          | 1993年3月29日  | 1995年5月18日  | 10                                                                            | フランソワ・ミッテラン François Mitterrand （第2期）      |
| 15 (163)  | アラン・ジュペ Alain Juppé                                          |       | 共和国連合 (RPR)                         | 第1次          | 1995年5月18日  | 1995年11月7日  | 10                                                                            | ジャック・シラク Jacques Chirac （第1期）                 |
| 15 (163)  | アラン・ジュペ Alain Juppé                                          | 第2次 | 共和国連合 (RPR)                         | 1995年11月7日  | 1997年6月3日   |                | 10                                                                            | ジャック・シラク Jacques Chirac （第1期）                 |
| 16 (164)  | リオネル・ジョスパン Lionel Jospin （第3次コアビタシオン）          |       | 社会党 (PS)                              | 第1次          | 1997年6月3日   | 2002年5月6日   | 11                                                                            | ジャック・シラク Jacques Chirac （第1期）                 |
| 17 (165)  | ジャン＝ピエール・ラファラン Jean-Pierre Raffarin                   |       | 国民運動連合 (UMP)                       | 第1次          | 2002年5月6日   | 2002年6月17日  | 11                                                                            | ジャック・シラク Jacques Chirac （第2期）                 |
| 17 (165)  | ジャン＝ピエール・ラファラン Jean-Pierre Raffarin                   | 第2次 | 国民運動連合 (UMP)                       | 2002年6月17日  | 2004年3月30日  | 12             |                                                                               | ジャック・シラク Jacques Chirac （第2期）                 |
| 17 (165)  | ジャン＝ピエール・ラファラン Jean-Pierre Raffarin                   | 第3次 | 国民運動連合 (UMP)                       | 2004年3月31日  | 2005年5月31日  | 12             |                                                                               | ジャック・シラク Jacques Chirac （第2期）                 |
| 18 (166)  | ドミニク・ガルゾー・ド・ビルパン Dominique de Villepin              |       | 国民運動連合 (UMP)                       | 第1次          | 2005年5月31日  | 12             | 2007年5月15日                                                                 | ジャック・シラク Jacques Chirac （第2期）                 |
| 19 (167)  | フランソワ・フィヨン François Fillon                                |       | 国民運動連合 (UMP)                       | 第1次          | 2007年5月17日  | 12             | 2007年6月18日                                                                 | ニコラ・サルコジ Nicolas Sarkozy                          |
| 19 (167)  | フランソワ・フィヨン François Fillon                                | 第2次 | 国民運動連合 (UMP)                       | 2007年6月19日  | 2010年11月13日 | 13             |                                                                               | ニコラ・サルコジ Nicolas Sarkozy                          |
| 19 (167)  | フランソワ・フィヨン François Fillon                                | 第3次 | 国民運動連合 (UMP)                       | 2010年11月14日 | 2012年5月10日  | 13             |                                                                               | ニコラ・サルコジ Nicolas Sarkozy                          |
| 20 (168)  | ジャン＝マルク・エロー Jean-Marc Ayrault                            |       | 社会党 (PS)                              | 第1次          | 2012年5月15日  | 13             | 2012年6月18日                                                                 | フランソワ・オランド François Hollande                    |
| 20 (168)  | ジャン＝マルク・エロー Jean-Marc Ayrault                            | 第2次 | 社会党 (PS)                              | 2012年6月18日  | 2014年3月31日  | 14             |                                                                               | フランソワ・オランド François Hollande                    |
| 21 (169)  | マニュエル・ヴァルス Manuel Carlos Valls                            |       | 社会党 (PS)                              | 第1次          | 2014年3月31日  | 14             | 2014年8月26日                                                                 | フランソワ・オランド François Hollande                    |
| 21 (169)  | マニュエル・ヴァルス Manuel Carlos Valls                            | 第2次 | 社会党 (PS)                              | 2014年8月26日  | 2016年12月6日  | 14             |                                                                               | フランソワ・オランド François Hollande                    |
| 22 (170)  | ベルナール・カズヌーヴ Bernard Cazeneuve                            |       | 社会党 (PS)                              | 第1次          | 2016年12月6日  | 14             | 2017年5月10日                                                                 | フランソワ・オランド François Hollande                    |
| 23 (171)  | エドゥアール・フィリップ Édouard Philippe                           |       | 共和党 (LR) 非主流派                     | 第1次          | 2017年5月15日  | 14             | 2017年6月21日                                                                 | エマニュエル・マクロン Emmanuel Macron （第1期）          |
| 23 (171)  | エドゥアール・フィリップ Édouard Philippe                           | 第2次 | 共和党 (LR) 非主流派                     | 2017年6月21日  | 2020年7月3日   | 15             |                                                                               | エマニュエル・マクロン Emmanuel Macron （第1期）          |
| 24 (172)  | ジャン・カステックス Jean Castex                                    |       | 無所属                                   | 第1次          | 2020年7月3日   | 15             | 2022年5月16日                                                                 | エマニュエル・マクロン Emmanuel Macron （第1期）          |
| 25 (173)  | エリザベット・ボルヌ Élisabeth Borne                                |       | 進歩地域の会                             | 第1次          | 2022年5月16日  | 15             | 2024年1月9日                                                                  | エマニュエル・マクロン Emmanuel Macron （第2期）          |
| 26 (174)  | ガブリエル・アタル Gabriel Attal                                    |       | 再生                                     | 第1次          | 2024年1月9日   | 2024年9月5日   | 16                                                                            | エマニュエル・マクロン Emmanuel Macron （第2期）          |
| 27 (175)  | ミシェル・バルニエ Michel Barnier                                   |       | 共和党                                   | 第1次          | 2024年9月5日   | 2024年12月13日 | 17                                                                            | エマニュエル・マクロン Emmanuel Macron （第2期）          |
| 28 (176)  | フランソワ・バイル François Bayrou                                  |       | 民主運動                                 | 第1次          | 2024年12月13日 | （現職）       | 17                                                                            | エマニュエル・マクロン Emmanuel Macron （第2期）          |